# Sukabakti (Tambelang)
Sukabakti is een bestuurslaag in het regentschap Bekasi van de provincie West-Java, Indonesië. Sukabakti telt 4627 inwoners (volkstelling 2010).